# Auditorio Mann
El Palacio de la Cultura también conocido como Auditorio Charles Bronfman (anteriormente llamado Frederick R. Mann) y en hebreo: היכל התרבות, Heichal HaTarbut) es la principal sala de conciertos de Tel Aviv-Yafo, en Israel. Además de conciertos se llevan a cabo en él espectáculos musicales y artísticos y conferencias, fue inaugurado en 1957.
Al lado del Palacio de la Cultura se encuentra el Teatro Nacional Habima y el Jardín Jacob. La sala de espectáculos tenía 2.760 asientos antes de ser reformada y luego de la reforma se redujo en el 2013 a 2350 asientos, a pesar de esto es uno de los teatros más grandes de Israel.
Leonard Bernstein dirigió el concierto inaugural, con el pianista Arthur Rubinstein como solista. 
Es la sede de la Orquesta Filarmónica de Israel, además de la cual, a lo largo de los años, han actuado orquestas famosas de todo el mundo, como la Filarmónica de Berlín, la Orquesta Sinfónica de Londres, la Orquesta de Filadelfia y la Orquesta Filarmónica de Nueva York. 
Dentro de los solistas que actuaron en su escenario se pueden contar a Itzhak Perlman, Yehudi Menuhin, Daniel Barenboim, Isaac Stern, entre otros muchos.
Además de los conciertos de música clásica tienen lugar en la sala conciertos de rock y pop de los cantantes más importantes de la música israelí: Shlomo Artzi, Sarit Hadad, Eyal Golan, Moshe Peretz, Rita y Ofer Levy.
Bob Dylan realizó su actuación en este lugar en 1993 durante su gira del 17 de junio de 1993.
El edificio de la sala cultural fue diseñado por los arquitectos Dov Karmi, Zeev Rechter y Yaakov Rechter así como también el edificio del Pabellón de Arte Contemporáneo Helena Rubinstein. El Jardín Jacov, situado al lado de ambos edificios, fue diseñado por Jacob Richter. Dos calles adyacentes al Palacio de la Cultura llevan el nombre de dos personajes relacionados con la historia de la Orquesta Filarmónica de Israel: Bronislaw Huberman y Arturo Toscanini.